# Národní park Celaque
Celaque (španělsky Parque Nacional Montaña de Celaque) je národní park ve středoamerickém Hondurasu. Zákon o jeho vytvoření přijal Národní kongres 5. srpna 1987. Park se nachází nedaleko města Gracias na území departementů Lempira, Ocotepeque a Copán. Jeho rozloha činí 266,3 km², z toho 145 km² připadá na jádrovou zónu s vyšším stupněm ochrany. Na jeho území se nachází nejvyšší honduraská hora Cerro Las Minas zvaná také Celaque, což v domorodém jazyce lenka znamená „schránka vod“. Parkem prochází kontinentální rozvodí Ameriky a jeho nadmořská výška se pohybuje od 975 do 2 870 m. Roční srážky zde dosahují až 2 400 mm.
Na území parku bylo nalezeno 269 druhů ptáků, 70 druhů savců a 32 druhů plazů. Vyskytuje se zde ocelot velký, puma americká, nosál bělohubý, jelenec běloocasý, pekari páskovaný, kvesal chocholatý, amazoňan běločelý, luňák vlaštovčí, guan malý, šoupálek americký, piranga červenohnědá a různé druhy tukanů, zelenáčků a kolibříků. Místními endemity jsou rejsek Sorex mccarthyi, mločík Bolitoglossa celaque a hvízdalka Leptodactylus silvanimbus. V nižších polohách převládají borovice a duby, ve vyšších polohách roste mlžný les, který dále přechází v trpasličí les se zakrslými dřevinami. Vegetaci tvoří bromélie, aralky, orchideje, širály a endemická mořenovitá rostlina Rondeletia evansii. V lesích roste také množství hub, např. jedlý ryzec indigový.
V roce 1998 oblast parku zasáhl hurikán Mitch. Problémem pro ochranu přírody je odlesňování oblasti kvůli pěstování kukuřice, kávovníku a banánovníku, které způsobuje erozi horských svahů. Udržitelnější příležitost obživy místním lidem nabízí rozvíjející se ekoturistika. UNESCO navrhlo zařazení parku na seznam Světové dědictví.
Podle místní legendy lze v lesích potkat ducha náčelníka Lempiry, vůdce odboje proti španělským dobyvatelům.

## Galerie

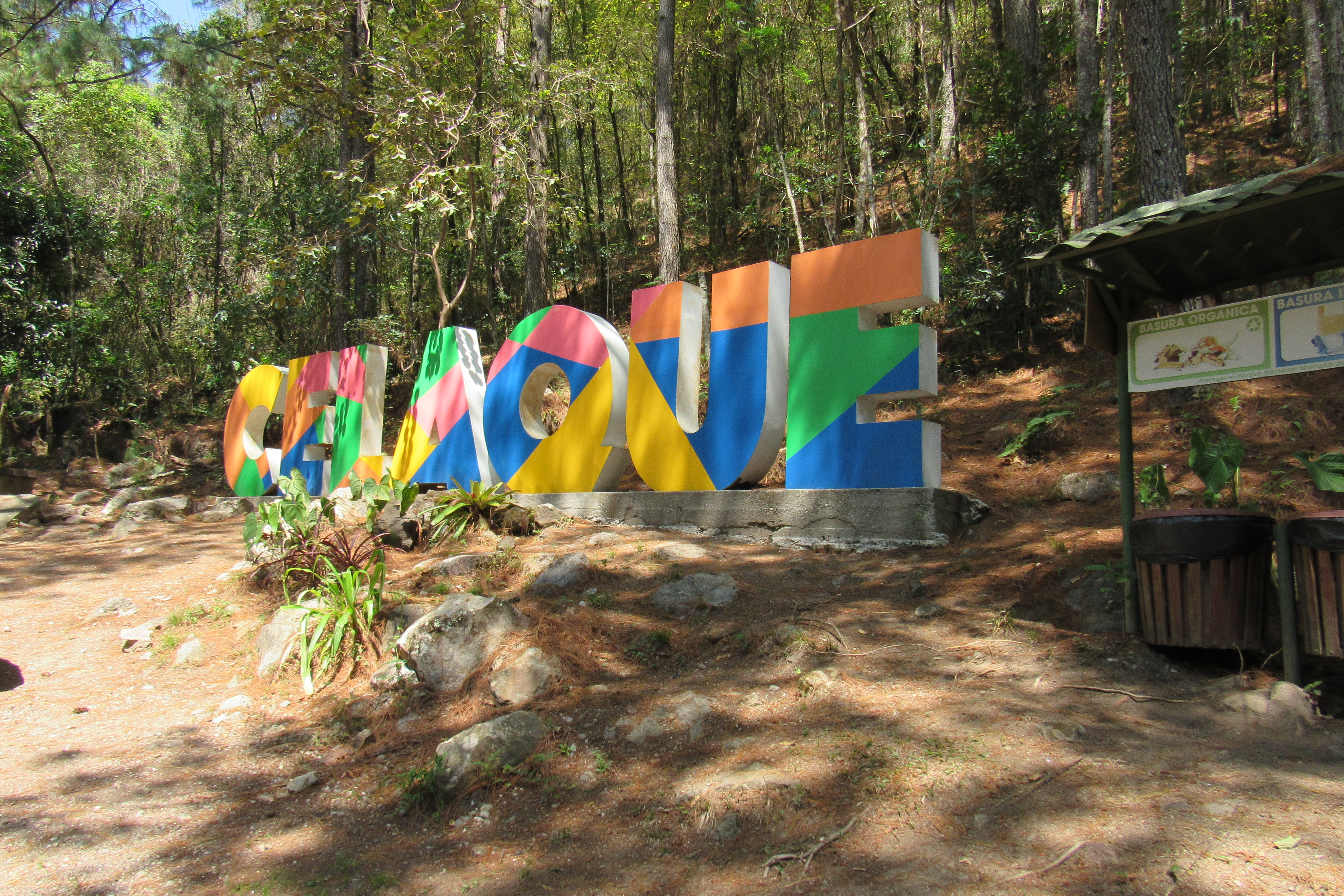
Vstup do parku
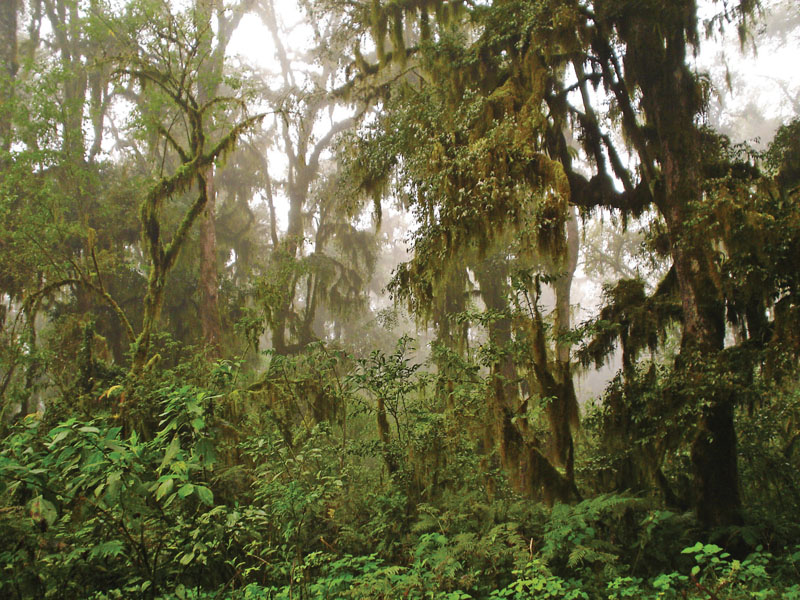
Horský deštný les
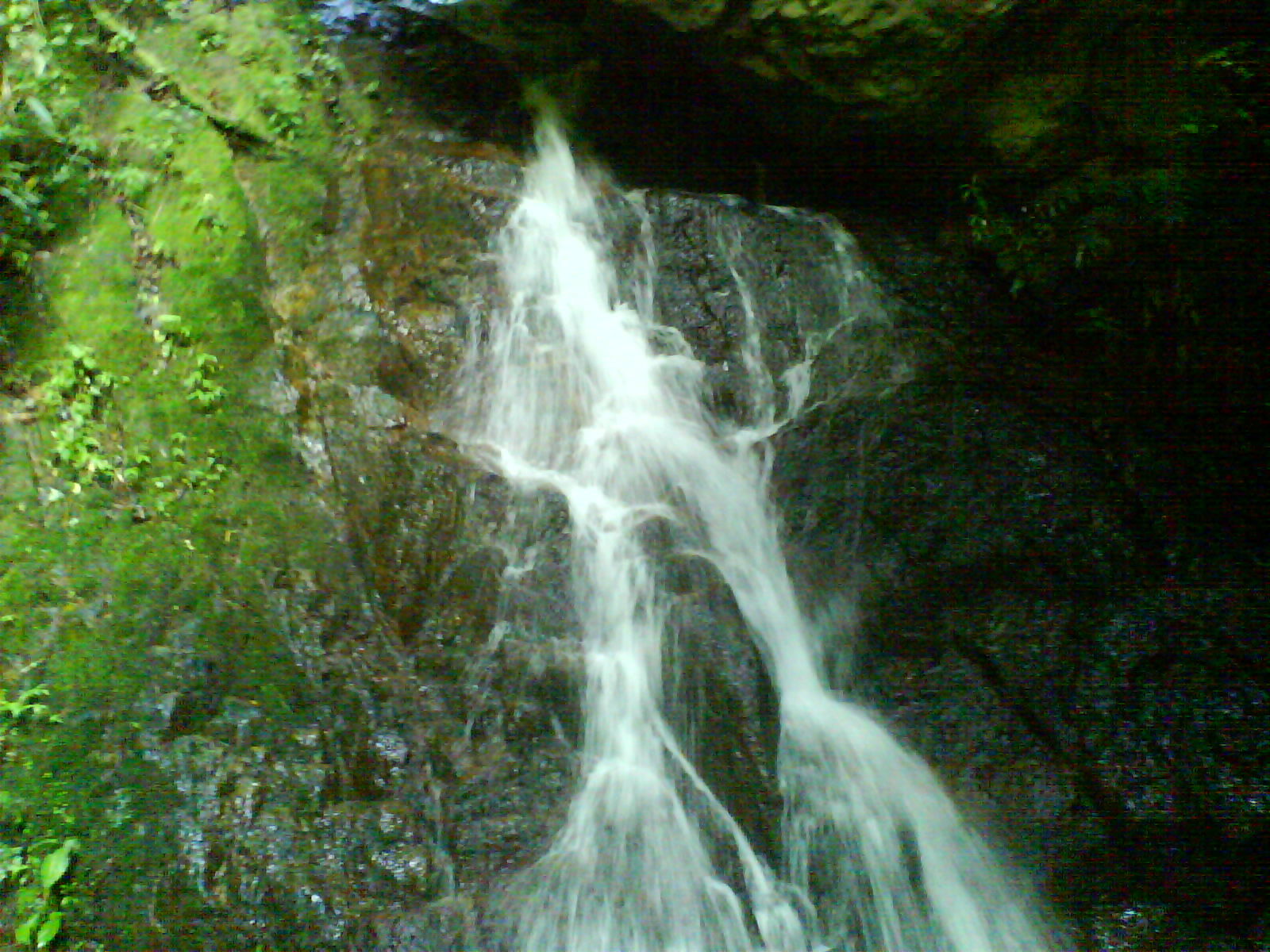
Vodopády Senderos de Celaque
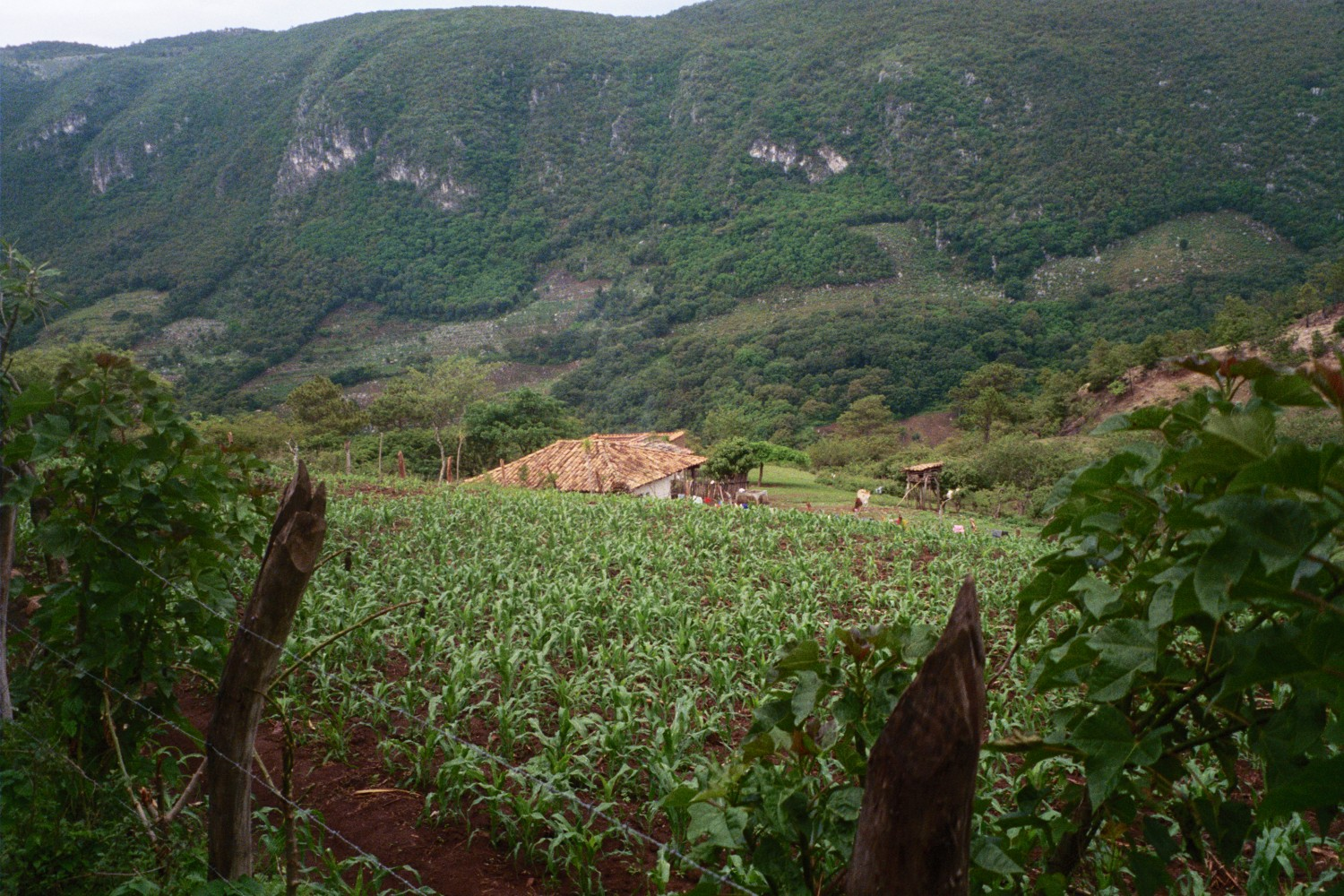
Farma na okraji pralesa